# ام‌دی ۵۰۰ دیفندر
ام‌دی ۵۰۰ دیفندر (به انگلیسی: McDonnell Douglas MD 500 Defender) یک بالگرد سبُک نظامی چندمنظوره است که بر پایهٔ ام‌دی ۵۰۰ و هیوز اواچ-۶ کایوس ساخته شد. این بالگرد توسط شرکت «بالگردسازی مک‌دانل داگلاس» (زیرگروه مک‌دانل داگلاس) توسعه یافت که بخش بالگردسازی این شرکت، امروزه با نام ام‌دی هلیکاپترز به‌صورت مستقل فعالیت می‌کند.

## تاریخچه

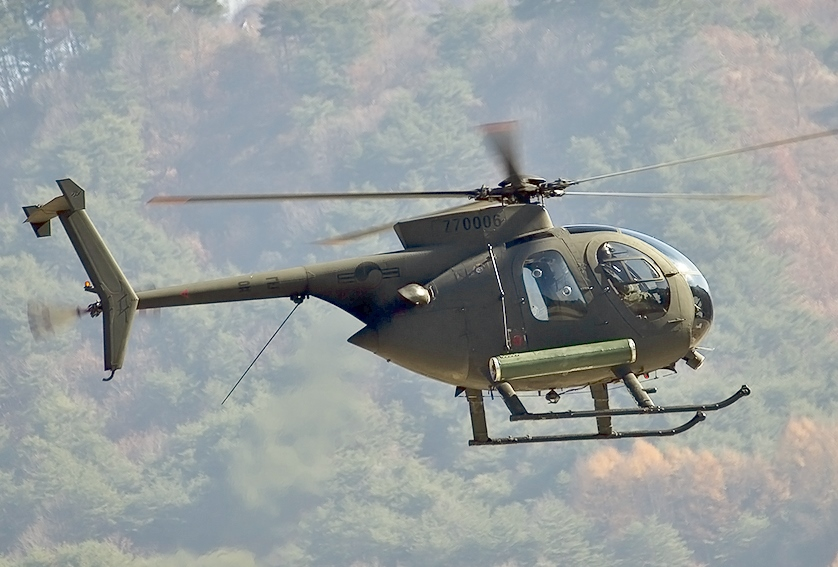
ام‌دی۵۰۰ کره‌ای دهه ۸۰

در طول جنگ ویتنام، بالگرد هیوز اواچ-۶ کایوس ارزش خود را در میدان نبرد حقیقی به عنوان یک بالگرد سبک به‌خوبی نشان داد و شرکت هیوز تصمیم گرفت تا این محصول را به یک بالگرد تهاجمی تمام‌عیار ارتقا دهد. از این رو بالگرد جدید با نام هیوز ۵۰۰ دیفندر در سال ۱۹۶۷ نخستین پرواز خود را انجام داد که در سه نوع تولید شد. مدل نخست غیرمسلح بود که ویژهٔ عملیات شناسایی طراحی شد؛ مدل دوم مسلح به تاو برای نبرد با تانکها بود و مدل سوم ویژهٔ نیروی دریایی ساخته شد که مجهز به رادار، شناساگر ناهنجاری مغناطیسی و اژدر هواپایه بود که برای نبرد با زیردریاییها ساخته شد.
این محصول نظر ارتش کنیا را به خود جلب کرد؛ زیرا این کشور توان مالی کافی برای خریدن و پشتیبانی از بالگرد بوئینگ ای‌اچ-۶۴ آپاچی و بل ای‌اچ-۱ کبرا را نداشت و داشتن یک بالگرد ارزان تهاجمی برای این کشور مزیت محسوب می‌شد. نیروی هوایی اسرائیل نیز این بالگرد را به خدمت گرفت که در جنگ با سوریه در دهه ۷۰ و ۸۰ میلادی از آن بهره جست و این بالگردها امروز در اسرائیل بازنشسته هستند.
در سال ۲۰۱۲ شرکت بوئینگ با ارتقای ام‌دی۵۰۰ یک بالگرد بدون سرنشین به نام بوئینگ ای‌اچ-۶ را ساخت و در نمایشگاه کره جنوبی به نمایش گذاشت که توانست به مدت ۲۵ دقیقه پرواز کند. این بالگرد که از سامانه‌های الکترونیکی و شناسایی همانند یک پهپاد بهره می‌برد، برای عملیات‌های خطرناک که ریسک بالایی دارند ساخته شده‌است.

## گونه‌ها

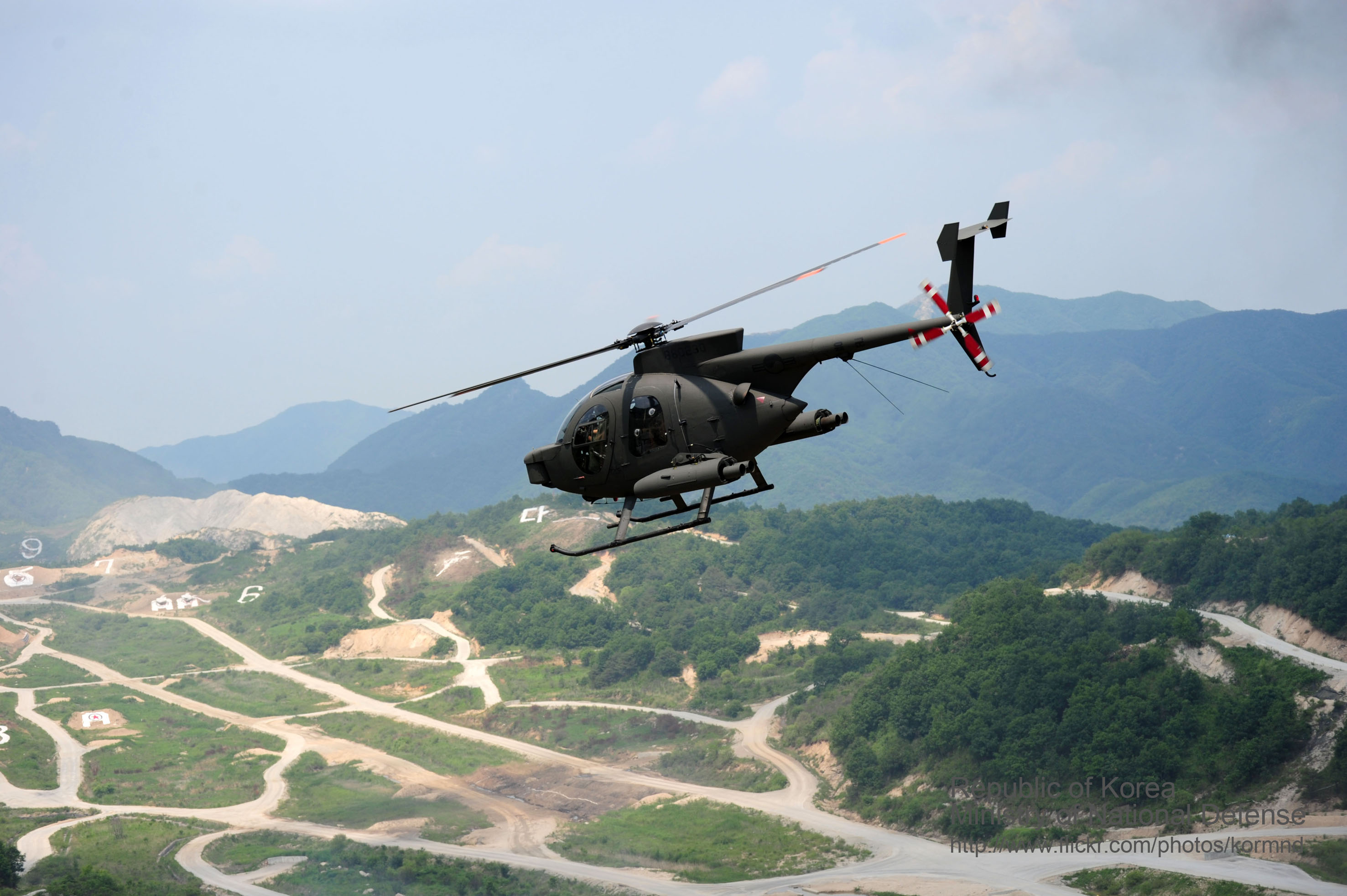
ام‌دی ۵۰۰ دیفندر کره جنوبی

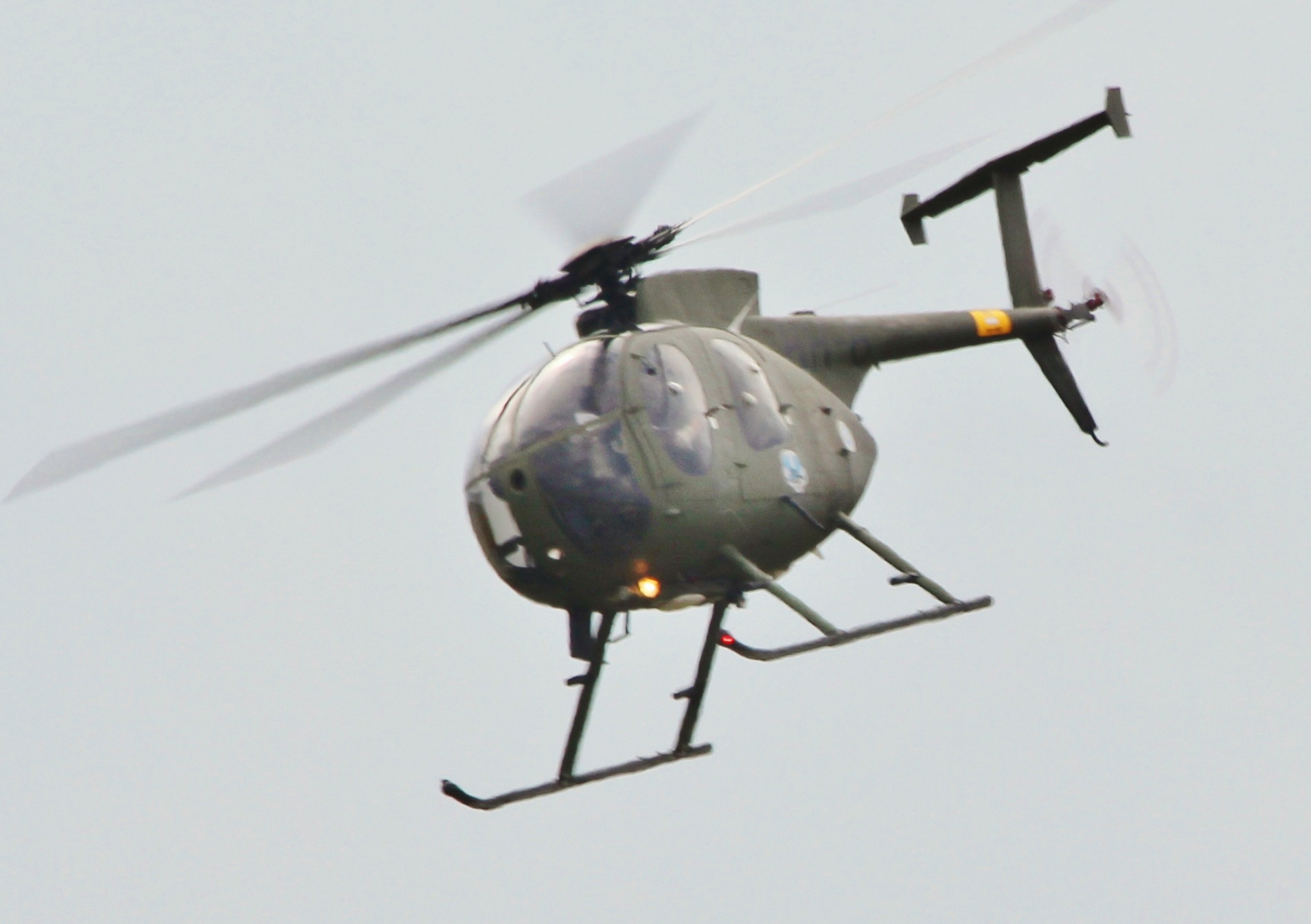
500D

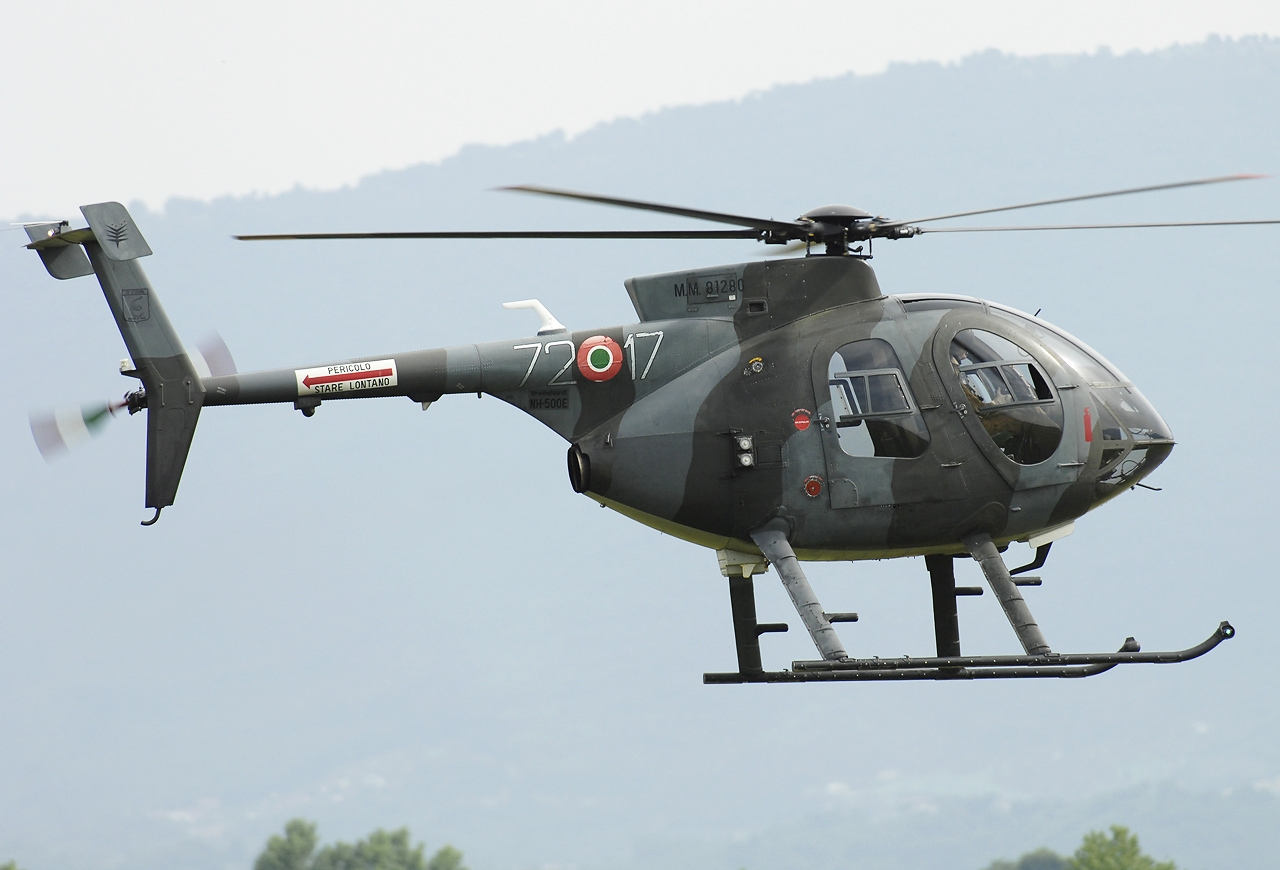
NH-500E

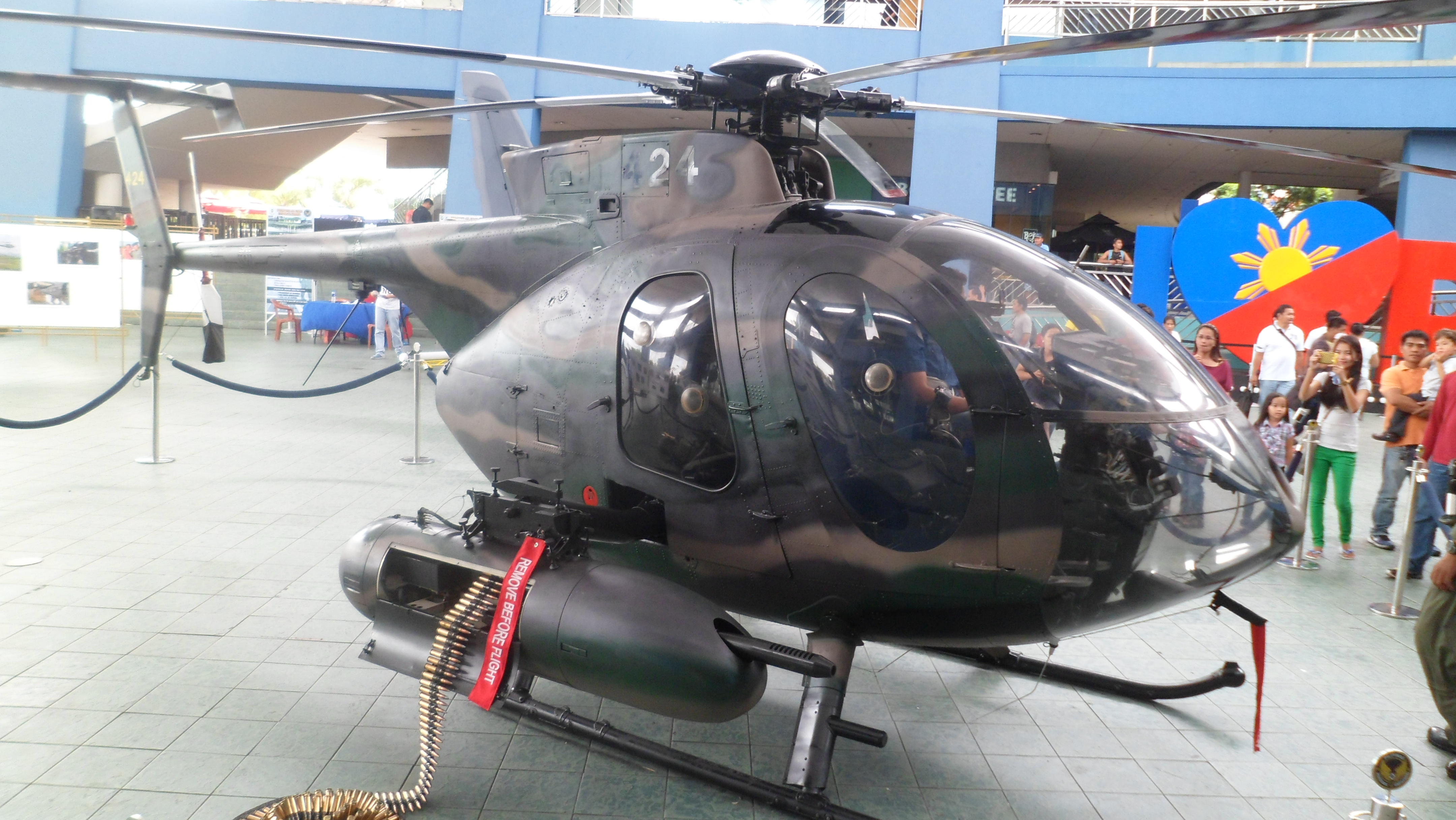
520MG

500D Scout Defender
نسخه مسلح برای شناسایی
500M Defender
نسخه صادراتی نظامی توسعه یافته از ام‌دی ۵۰۰ که در ژاپن تحت لیسانس آمریکا بوسیلهٔ کاوازاکی ساخته می‌شود.
500M/ASW Defender
نسخه صادراتی برای نیروی دریایی اسپانیا
NH-500M Defender
نسخه ایتالیایی تحت لیسانس (توقف تولید)
500MD Defender
نسخه نظامی 500D برای کره جنوبی بود که بین سالهای ۱۹۷۶ تا ۱۹۸۴ تعداد ۲۰۰ فروند از آن ساخته شد. ۵ فروند با موشک تاو مجهز شد و ۱۵۰ فروند برای پشتیبانی نیروهای زمینی و ترابری و شناسایی به‌کار رفت.
500MD/ASW Defender
نسخه دریایی ام‌دی۵۰۰ مجهز به رادار و ابزار ضد زیر دریایی.
500MD/TOW Defender
مدل ضدتانک مجهز به تاو.
500MD/MMS-TOW Defender
مدل ضدتانک مجهز به تاو و دوربین شناساگر فروسرخ و پرتوی ایکس (mast-mounted sight)
500MD Quiet Advanced Scout Defender
مجهز به ابزار نویزگیر برای کاهش صدای بالگرد و به‌کارگیری در عملیات ویژه
500MD Defender II
مدل بهبودیافته نظامی
500MG Defender
نسخه نظامی از ام‌دی 500E
520MG Defender
نسخه نیروهای مسلح فیلیپین برای پشتیبانی نیروهای زمینی؛ مجهز به یک تیربار کالیبر ۵۰ ناتو و دو تیوب راکت ۷ تایی در مجموع ۱۴ راکت مشابه با تیوب‌های راکت در شاهد ۲۸۵
520MK Black Tiger
مدل مخصوص کره جنوبی
530MG Defender
مدل نظامی برگرفته از مدل غیرنظامی ام‌دی 530F
MD530 Nightfox
مدل ویژهٔ حملهٔ شبانه مجهز به دستگاه تقویت تصویر، دوربین آشکارساز فروسرخ، دید در شب و آشکارساز حرکت.
MD530MG Paramilitary Defender
نسخه مخصوص پلیس و مرزبانی
MD540F
نسخه بروزرسانی شده از MD530F با ملخ شش تیغه و روتور با ترکیب‌بندی کاملاً مجزا از جنس کامپوزیت. اسکیدهای آج‌دار برای برخاستن کاملاً عمودی و ایجاد مقاومت در فرودهای سخت در مکان‌های برفی و سُر. مجهز به دوربین تابش گرمایی و هدایت لیزری، کلاهخود دیجیتالی خلبان و کابین شیشه‌ای و نمایشگر متصل کلاهخود.
MD530F
نسخه بروزرسانی شده هیوز اواچ-۶ کایوس با سیستم‌های دید ساده و رو به جلو، مدیریت تسلیحات اف‌ان ارستال، رادیوی مأموریت تاکتیکی ام۳ای‌آر روهد اند شوارتز و تسلیحات قابل تنظیم مأموریتی دیلون ایرو است. عملکرد: خدمات فروش ۱۶۰۰۰ پا (۴۹۰۰ متر)  )، برد ۲۳۵ مایل دریایی (۴۳۵ کیلومتر)، سرعت کروز ۱۳۵ مایل دریایی (۲۵۰ کیلومتر) در ساعت. سلاح ها: دو نقطه سخت برای غلاف تفنگ FN HMP400 با مسلسل سنگین ام۳پی ۱۲.۷x۹۹ میلی‌متر (سرعت شلیک ۱۱۰۰ گلوله در دقیقه، دامنه شلیک حداقل رد ۱۸۵۰ متر و حداکثر برد شلیک ۶۵۰۰ متر)، غلاف موشک M260 با ۷ موشک هدایت ناپذیر هایدرا۷۰ (دامنه شلیک موثر ۸ کیلومتر) است.
قوای هوائی افغانستان بزرگترین استفاده کننده مدل جنگنده ۵۳۰اف کایوس است.
MD530G
بر پایهٔ 530F ساخته شده که با بیشترین فناوری روز جهان برای عملیات پیشرفته به کار می‌رود.

## کاربران غیرنظامی

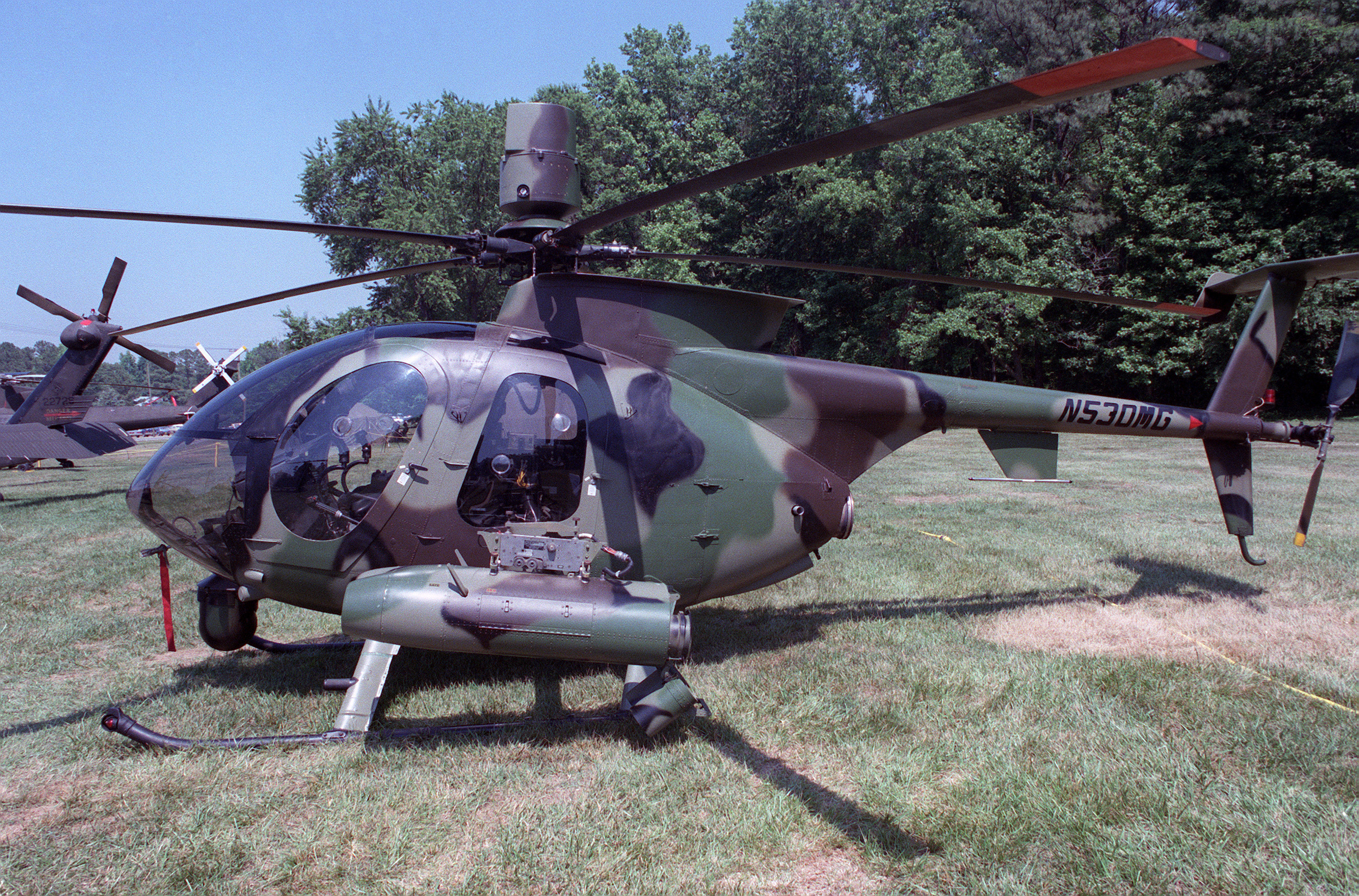
530MG

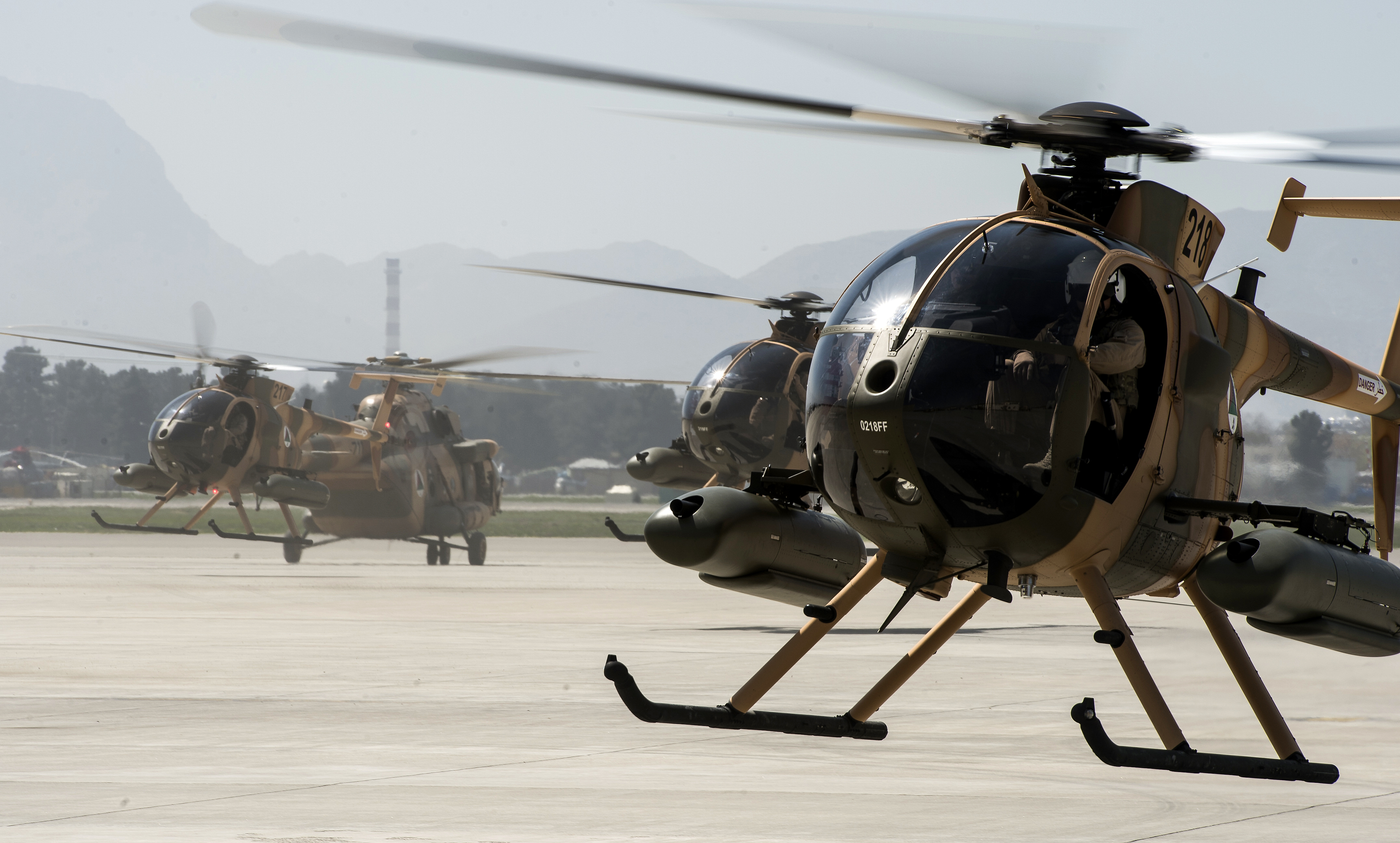
530MG

برای دیدن کاربران غیرنظامی، ام‌دی ۵۰۰ را ببینید.

### کاربران نظامی
کنیا  کره جنوبی  لبنان  مالزی  مکزیک  پاناما  فیلیپین  تایوان
 افغانستان  آرژانتین  شیلی  کلمبیا  السالوادور  فنلاند  ایتالیا  ژاپن
 ایالات متحده آمریکا

### کاربران پیشین
آرژانتین
 کرواسی
 اسرائیل

## مشخصات
منبع اطلاعات 
مشخصات عمومی
- خدمه: ۱–۲
- گنجایش:  حداکثر ۵ سرنشین (سه نفر عقب دو نفر جلو)
- طول: 23 ft 0 in (7.01 m)
- قطر پروانه بالگرد: 26 ft 4 in (8.03 m)
- ارتفاع: 8 ft 6 in (2.59 m)
- دیسک: مساحت 544.63 ft2 (50.60 m2)
- وزن خالی: 1,320 lbs (599 kg)
- بیشینه وزن برخاست: 3,000 lbs (1361 kg)
- پیشرانه هواگرد: ۱× یک عدد آلیسون مدل ۲۵۰ C20B توربوشفت, 420 hp (313 kW)  هرکدام

 عملکرد 
- سرعت بیشینه: 160 mph (257 km/h)
- برد: 230 miles (370 km)
- سقف پروازی: 13,800 ft (4,205 m)
- نرخ اوج‌گیری: 1,650 ft/min (503 m/min (8.4 m/s))

جنگ‌افزار

- چهار بی‌جی‌ام-۷۱ تاو یا موشکهای ضدتانک دیگر
- دو عدد مینی‌گان یا یک عدد مینی‌گان بهمراه مهمات اضافه
- چهار عدد موشک هوا به هوا اف‌آی‌ام-۹۲ استینگر
- پرتابگر اژدرهای هواپایه
- دو تیوب راکت‌انداز ۷تایی در هر طرف